# Ein simpler Eingriff
Ein simpler Eingriff ist ein Roman der Autorin Yael Inokai. Er erschien 2022 bei Hanser Berlin im Carl Hanser Verlag. In ihm werden die problematischen Anfänge der Neurochirurgie thematisiert.

## Inhalt

### Handlung
Meret ist eine junge, pflichtbewusste Krankenschwester. Sie hat komplizierte Familienverhältnisse, da es oft Konflikte zwischen dem Vater und der Schwester Bibiana gibt, dabei werden auch oft Meret und ihr Bruder Wilm mit hineingezogen. Meret hat eine ambivalente Beziehung zu ihrer Schwester. Sie liebt sie, jedoch gibt sie Bibi zugleich die Schuld, dass sie wegen Bibis Benehmen immer die Konsequenzen des Vaters erleiden muss (z. B. Ohrfeigen). Zugleich wird Bibi für den Herzinfarkt ihres Vaters verantwortlich gemacht. 
Meret arbeitet in einer neurochirurgischen Klinik und hat eine strikte, vorgegebene Routine, die sie befolgen muss. Sie macht nicht einfach ihren Job wie jede andere Schwester. Da sie eine Person mit viel Empathie und Verständnis ist, hat sie die Gabe, eine spezielle Verbindung mit den Patientinnen herzustellen. Ihr Chefarzt weiß von ihrer Fähigkeit und fordert sie auf, ihm im Operationssaal bei den Patientinnen zu assistieren. Diese Patientinnen sind meistens Personen, die den gesellschaftlichen Normen nicht entsprechen oder zu Kriminalität neigen. 
Während der Arzt und sein Team an den Patientinnen bei vollem Bewusstsein einen chirurgischen Eingriff am offenen Schädel durchführen, der dafür sorgen soll, den Patientinnen psychisch Abnormes zu nehmen, ist es Merets Aufgabe, bei diesem Eingriff mit den Patientinnen zu kommunizieren und ihnen die Angst zu nehmen. Sie ist stolz darauf, was sie tut, und davon überzeugt, dass dieser «Eingriff» den Patientinnen helfen wird, zu ihrem «normalen» Selbst zurückzufinden, und er sie von ihrem psychischen Leid befreien kann. 
Eines Tages trifft sie auf die Patientin Marianne, die Aggressionsprobleme hat, und mit der sie sich auf spezielle Weise verbunden fühlt. Marianne ist eine Frau aus reichem Haus, die von ihren Eltern zum Eingriff gezwungen wird. Nach der Operation wacht Marianne nicht mehr auf, was dazu führt, dass Meret an ihrer Seite bleibt und sie oft besucht. Eine Weile später, als dann auch Marianne langsam wieder aufwacht, taucht ihr Bruder auf, als das einzige Familienmitglied, das sie je besuchen kommt. 
Mit der Zeit kommen sich Meret und Sarah näher. Sarah ist auch eine Krankenschwester an der Klinik und teilt sich mit Meret ein Zimmer im Schwesternheim. Sie sprechen über ihre Familien, ihre Erfahrungen, die sie im Leben gemacht haben, sowie über all ihre Gefühle und Gedanken. Zwischen den beiden beginnt sich eine Liebe zu entwickeln, die eigentlich nicht sein darf und die nur in ihrem Zimmer existiert. Ihre Liebe liegt außerhalb der gesellschaftlichen Norm, was Meret dabei hilft, ihre Augen zu öffnen. 
Sie beginnt, an den Behandlungsmethoden ihres Chefs zu zweifeln und widersetzt sich. Eines Abends entscheiden sich Meret, Sarah und Marianne mit der Hilfe von Mariannes Bruder aus der Klinik zu fliehen. Sie fahren aus der Stadt und zu Sarahs Mutter, um dort ein neues Leben zu beginnen.

### Personen
- Meret: Krankenschwester, Hauptfigur
- Sarah: Krankenschwester
- Marianne: Patientin mit Aggressionsproblem
- Bibiana, Bibi: Schwester von Meret
- Wilm: Bruder von Meret
- Eltern von Meret
- Mutter von Sarah
- Bruder von Marianne
- Vater von Marianne
- Der Doktor
- Vera: frühere Patientin, arbeitet in Wäscherei

### Form

#### Aufbau
Ein simpler Eingriff ist in drei Teile gegliedert, die nach den weiblichen Hauptfiguren benannt sind: 1. Marianne, 2. Sarah, 3. Meret. Die drei Unterteilungen sind weder von der Erzählperspektive noch durch die Veränderung der Sprache oder der Erzählform zu unterscheiden. Nur die Handlung drängt diese Gliederung des Romans auf. Diese erfolgt weitgehend linear, Zeitsprünge sind vorhanden.

#### Erzählperspektive
Der Roman hat über den ganzen Text hinweg die gleiche Erzählperspektive. Es handelt sich um den Ich-Erzähler.

## Rezeption
In vielen Medien, darunter den Zeitungen NZZ am Sonntag, Süddeutsche Zeitung und Republik, wurde der Roman besprochen. Das Schweizer Radio und Fernsehen berichtete auch über den Roman. Das Buch wurde direkt nach der Erstveröffentlichung von mehreren Rezensentinnen und Rezensenten gelobt.
Daniel Graf in der Republik: „Ein simpler Eingriff gewinnt seine Kraft aus dem Unausgesprochenen, dem Indirekten. [...] Schon im medizinhistorischen Strang ihres Romans erzählt Inokai mit grosser psychologischer Klugheit und in poetisch verdichteten Bildern von den tiefen Ambivalenzen der Empathie, von der Überwindung sozialer Herkunftsgrenzen, von einem patriarchalen System und Gewalt, verkörpert durch Ärzte- und Vaterfiguren. Zugleich ist 'Ein simpler Eingriff' ein Text, der die Belastungen und Härten der Care-Arbeit ebenso in sprechende Szenen fasst wie die Frage, was es heissen kann, Patient zu sein. [...] Dennoch liegt der Kern des Romans ganz woanders: in der Liebesgeschichte. [...] leise, formbewusst und grandios.“
In der Süddeutschen Zeitung kommentiert Marie Schmidt: „So wie Yael Inokai erzählt [...], entsteht der ambivalente Eindruck einer futuristischen Vergangenheit. Da ist ein Zug von 'Handmaid's Tale', der im Unklaren lässt, ob hier von einer historischen oder dystopischen Zeit die Rede ist. Das ist die subtile Kunst der Abstraktion, Zeit und Raum so aus der Erzählung zu filtern, dass der Roman selbst nachahmt, wovon er handelt [...] Die Liebesgeschichte ist reines Gefühl, vibrierende Wahrnehmung der Körper und nach einer sterbensschönen Sexszene ein Moment der Scham, Fremdheit und Erkenntnis.“

## Ausgaben
- Ein simpler Eingriff. Carl Hanser Literaturverlage, München 2022 (Originalausgabe), ISBN 978-3-446-27231-6